# Möndro
Möndro ou Mondong (tibétain : སྨོན་གྲོང, Wylie : smon grong), nom personnel Khenrab Kunzang (tibétain : མཁྱེན་རབ་ཀུན་བཟང, Wylie : mkhyen rab kun bzang) (né en 1897 -?), était un homme politique tibétain. Il était moine fonctionnaire.

## Famille
Il était cousin de Tsetrung Trinley Namgyal, un Dro-nyer (A.D.C.) du palais du Potala. Mondong était le nom de sa résidence familiale à Lhassa.

## Études

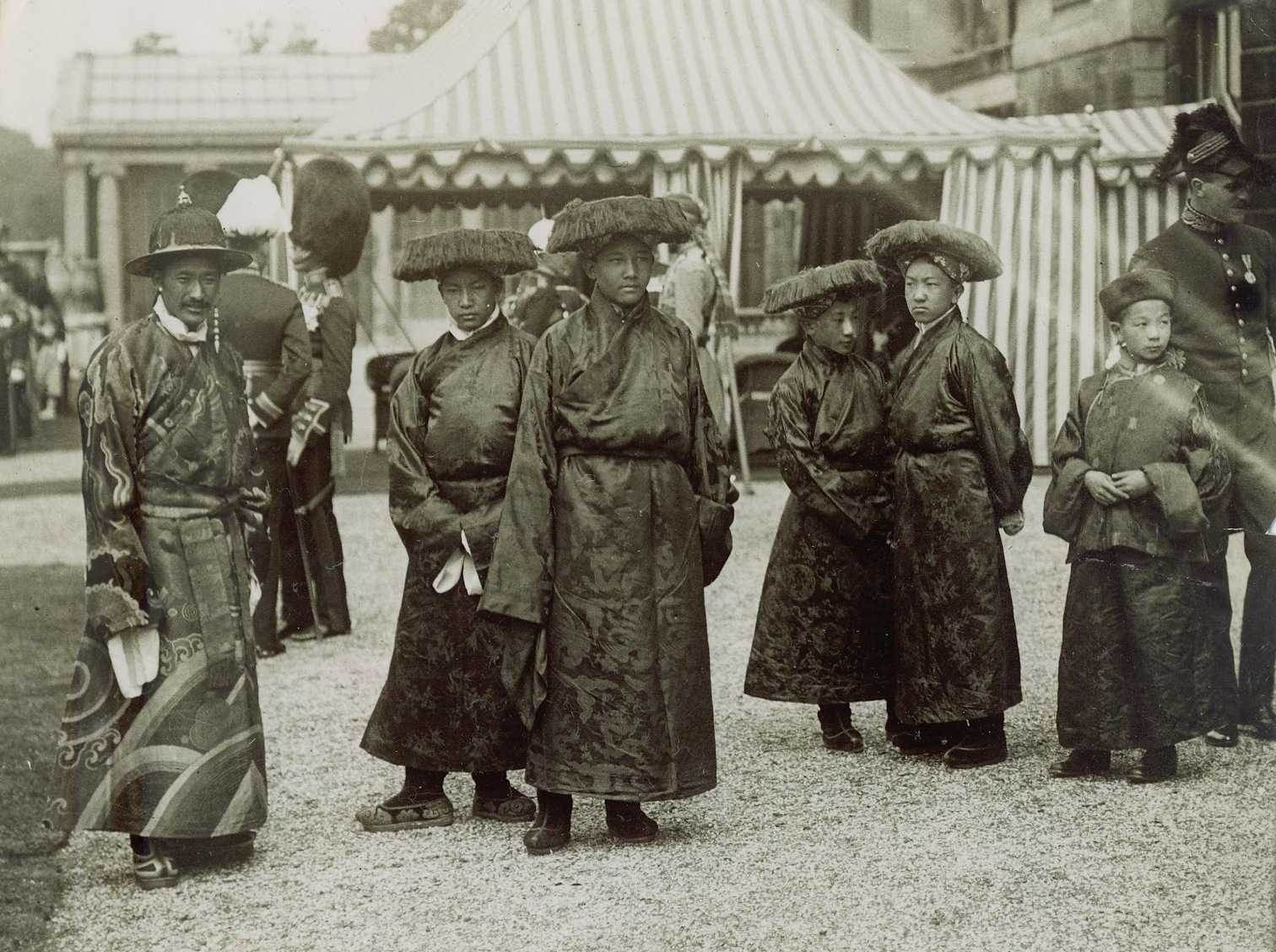
Lungshar, Möndro, Ringang, Kyibu II et Gongkar au palais de Buckingham le 28 juin 1913 après avoir été reçus en audience par le roi George V

Möndro est, avec Ringang, Kyibu II et Gongkar, l'un des « quatre Tibétains de Rugby », jeunes élèves envoyés en 1913 en Angleterre pour y suivre des études secondaires et acquérir une formation professionnelle. Ils arrivent le 24 avril de cette année-là et sont admis à l'Académie militaire de Heathend, puis à la Rugby School. En juin, ils sont reçus, avec leur mentor Lungshar, en audience par le couple royal.
Möndro suit ensuite une formation en génie minier pendant environ 10 mois dans les charbonnages de Grimethorpe (en) puis dans les mines de Camborne et il rentre au Tibet fin 1916 ou à l'été 1917. Après avoir cherché de l'or et autres minerais au Tibet, il est envoyé en décembre 1919 poursuivre ses études dans les Kolar Gold Fields (en) (champs aurifères) dans le Mysore dans le Sud de l'Inde après un nouveau séjour en Angleterre.

## Carrière
En 1922, il se remet à chercher de l'or au Tibet avec un Britannique, sir Henry Hubert Hayden (1869–1923), dont l'intervention avait été demandée par le gouvernement tibétain pour la prospection de mines ou les Britanniques.
Il devient ensuite l'interprète personnel du 13e dalaï-lama et, en 1923, il est nommé chef de la police de Lhassa, assiste Laden La et obtient le grade de Khenchhung. Plus tard cependant, il est rétrogradé comme agent de sixième rang et envoyé à Ngari comme dzongpön de Rudok.
En 1930, il est rappelé à Lhassa pour représenter les habitants de Rudok. Il est également conservateur des objets sacrés au Norbulingka et au Potala et nommé mipön (maire) du village de Shöl.